# 1511
Cette page concerne l'année 1511  du calendrier julien.
L'année 1511 est une année commune qui commence un mercredi.

## Événements
- Février[1] : révolte des Taïnos à Porto Rico, après que le cacique Urayoán a ordonné à ses hommes de noyer le soldat espagnol Diego Salcedo pour déterminer si les Espagnols étaient immortels (novembre 1510)[2]. Juan Ponce de León réprime férocement l’insurrection et fait venir des esclaves Noirs d’Afrique pour travailler dans les mines.
- 26 mai : capitulation de Mostaganem[3]. Après la prise de Dellys, de Cherchell et de Mostaganem, les Espagnols contrôlent la côte algérienne de Cherchell à Oran. Les corsaires Arudj Barberousse et son frère Kaïrredine sont employés par les dirigeants locaux pour résister aux Espagnols[4].

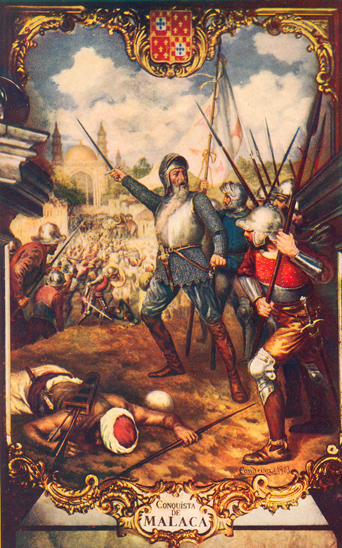
La conquête de Malacca, 1511, par Ernesto Condeixa (1903). Musée militaire de Lisbonne.

- 25 juillet-24 août : Afonso de Albuquerque dirige une flotte qui attaque et prend Malacca sur la péninsule Malaise, où il installe une garnison et construit une forteresse pour contrôler le trafic entre l’Inde et l’Extrême-Orient[5]. La famille royale de Malacca se réfugie dans le sud de la péninsule et fonde Johore. Elle conserve son emprise sur les États malais et les côtes de Sumatra. Les Portugais de Malacca survivent à des combats incessants avec Johor Aceh (aussi appelé Achin) à Sumatra, et d’autres États alliés.
- 8 août : bulle Pontifex romanus. Le Pape Jules II crée les trois évêchés de Santo-Domingo, de la Vega à Hispaniola et de San Juan de Porto Rico, premiers évêchés d’Amérique[6].
- Août : expédition du sultanat indépendant des Saadi contre Founti au Maroc[7]. Le marabout de la confrérie du sud marocain Chadiliya confie au Saadien Mohammed el-Qaïm le soin de mener la guerre sainte contre les chrétiens qui occupent le littoral du Maroc[8]. Celui-ci attaque sans succès la forteresse portugaise de Founti (Agadir), mais étend sa zone d’influence vers le nord.
- 5 octobre : création de l'Audiencia de Saint-Domingue[9].
- Octobre : Bâbur reconquiert Samarkand. Il devra abandonner la ville après une seconde défaite devant les Ouzbeks en février 1512[10].
- 23 novembre : mort de  Mahmûd Shâh, sultan du Gujerat[11]. Il avait décidé avant de mourir de négocier avec les Portugais.
- Novembre :
  - début de la conquête de Cuba (1511-1514) par Diego Velazquez[12]. Cortés participe à l'expédition.
  - le navigateur portugais Antonio de Abreu quitte Malacca pour un voyage d'exploration vers les Moluques (1511-1512). Il découvre Timor[13] et repère les côtes de la Nouvelle-Guinée[14].
- 21 décembre : sermon du dominicain Antonio de Montesinos devant les colons de Saint-Domingue « vox clamantis in deserto » sur la pertinence de la colonisation[15]. Il reproche aux colons d’avoir transformé en esclaves les travailleurs autochtones placés sous leur « protection » dans le cadre des encomiendas prévues, à l’origine, pour faire d’eux des employées recevant de leurs patrons une éducation religieuse. Il prononcera une phrase célèbre « eux ne sont ils pas des hommes ». Bartolomé de Las Casas, alors planteur à Hispaniola, décide de rentrer dans les ordres après avoir écouté le sermon.

- Création du Conseil des Indes, alors simple commission, qui reçoit sa forme définitive en 1524[16].
- Première ambassade d'Albuquerque conduite par Duarte Fernandes à Ayutthaya. Les Portugais sont les premiers européens à atteindre le Siam (la Thaïlande)[17].
- Kasim, fils de Djani Beg devient khan des Kazakhs (fin en 1523)[18].

### Europe

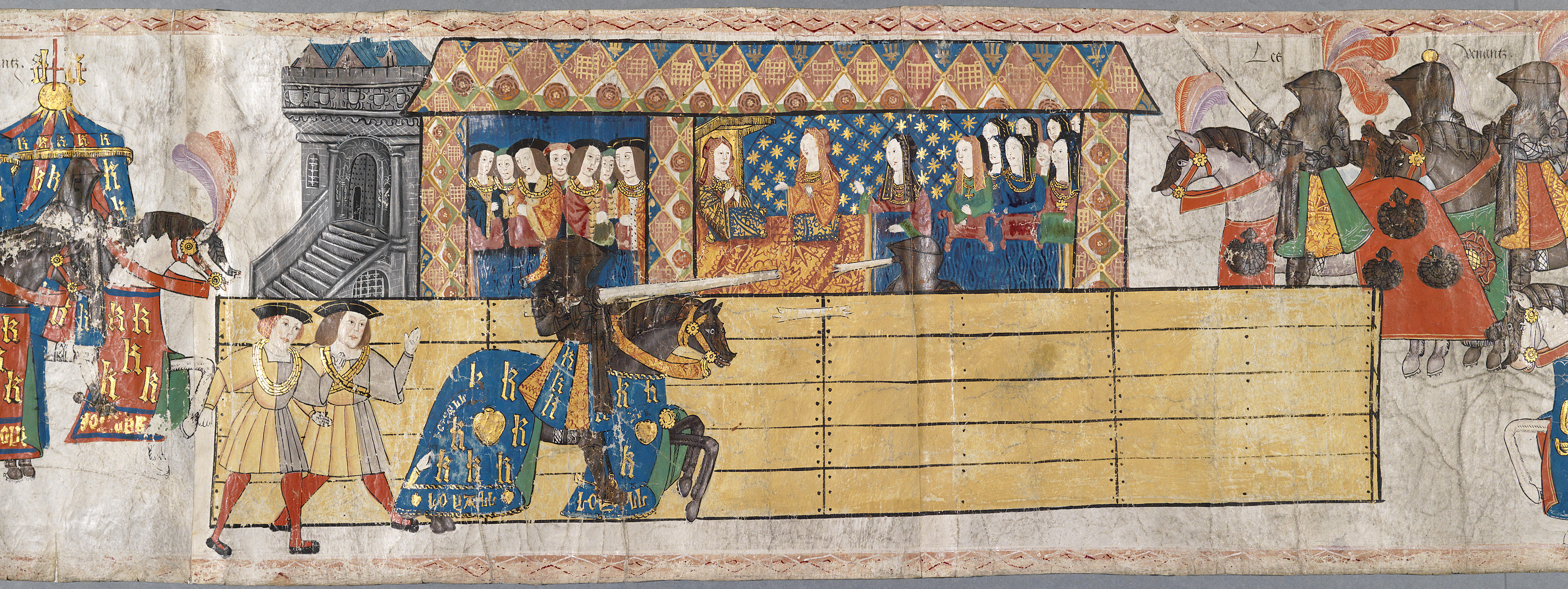
Catherine d'Aragon regarde Henri VIII jouter en son honneur après avoir donné naissance à un fils.

- 20 janvier, guerre de la Ligue de Cambrai : Jules II prend Mirandole[19].
- 11 avril : le prince-évêque de Liège Érard de La Marck participe, en tant qu'évêque de Chartres à une réunion de l'Église de France, convoquée à Lyon par Louis XII[20].
- 21 mai : prise de Bologne par les Français de Trivulce, qui rétablissent Annibale et Ermes Bentivoglio[21]. Le duc d'Urbin, capitaine général de l'Église, et le cardinal de Pavie, Francesco Alidosi, mis en déroute, s'accusent mutuellement de la perte de la ville. Le duc, indigné, poignarde le cardinal à Ravenne le 24 mai[22].
- 6 juin : premier autodafé à Palerme en Sicile où périssent 8 personnes[23].
- Août : en Angleterre Thomas Wolsey, aumônier du roi Henri VIII, entre au Conseil privé et devient le principal conseiller (fin en 1529)[24].
- 6 septembre : Guillaume de Juliers-Berg meurt. Son beau-fils Jean III lui succède à la tête des duchés de Juliers et de Berg et du comté de Ravensberg[25].
- 4 octobre : le pape Jules II forme une Sainte Ligue contre Louis XII[26].
- 1er novembre : ouverture du concile schismatique profrançais de Pise, dont l'objectif est de déposer le pape Jules II et de brider l’ « omnipotence » du Saint-Siège[21]. Le pape réplique en rappelant le droit exclusif des papes à convoquer les conciles, excommunie les prélats qui ont accepté de se rendre à Pise (24 octobre) et convoque un concile pour avril 1512. Cette politique crée un danger de schisme et éloigne la réforme de l’Église[19].
- 17 novembre : traité de Westminster entre Ferdinand II d'Aragon et Henri VIII d'Angleterre contre la France[27].

- Bogdan III de Moldavie paye un tribut au sultan ottoman[28].

## Naissances en 1511
- 19 janvier : Adolphe XIII de Schaumbourg, comte de Holstein-Schaumbourg et Archevêque-électeur de Cologne († 20 septembre 1556).
- 2 avril : Ashikaga Yoshiharu, douzième des shoguns Ashikaga de la fin de la période Muromachi de l'histoire du Japon († 20 mai 1550).
- 19 avril : Ippolito de' Medici, cardinal italien († 10 août 1535).
- 16 mai : Andreas Hyperius, théologien protestant des Pays-Bas méridionaux († 1er février 1564).
- 4 juin : Honorat II de Savoie, maréchal et amiral de France issu de la maison de Savoie († 20 septembre 1580).
- 18 juin : Bartolomeo Ammannati, architecte et un sculpteur de l'école florentine († 13 avril 1592).
- 1er juillet : Hadrianus Junius, médecin, humaniste et poète hollandais († 16 juin 1575).
- 9 juillet : Dorothée de Saxe-Lauenbourg, reine consort de Danemark et de Norvège († 7 octobre 1571).
- 30 juillet : Giorgio Vasari, peintre, architecte et historien italien[29] († 27 juin 1574).
- 22 août : François Portus, humaniste italo-grec  († 5 juin 1581).
- 29 septembre : Michel Servet, médecin, théologien espagnol, adversaire de Calvin († 27 octobre 1553).
- 22 octobre : Erasmus Reinhold, astronome et mathématicien allemand († 19 février 1553).
- 8 novembre : Paul Eber, théologien luthérien et poète allemand († 10 décembre 1569).
- 15 novembre : Jean Second, humaniste et poète érotique néerlandais néolatin († 25 septembre 1536).
- 18 décembre : Andrea Cornaro, cardinal italien († 30 janvier 1551).
- Date précise inconnue :
  - Amatus Lusitanus, médecin juif sépharade († 21 janvier 1568).
  - Paolo Burali d'Arezzo, cardinal italien († 17 juin 1578).
  - Jean d'Avançon, surintendant des finances sous Henri II en France († 25 avril 1564).
  - Nanni di Baccio Bigio, architecte italien († 1568).
  - Nicolás Bobadilla, prêtre jésuite espagnol († 23 septembre 1590).
  - Marguerite de Brandebourg, princesse de la maison de Hohenzollern de l'Électorat de Brandebourg, qui fut par ses mariages Duchesse de Poméranie et princesse d'Anhalt-Zerbst († 3 novembre 1577).
  - Gaspar Cervantes de Gaete, cardinal espagnol († 17 octobre 1575).
  - Girolamo di Corregio, cardinal italien († 20 février 1600).
  - Michele della Torre, cardinal italien († 21 février 1586).
  - Claude d'Espence, théologien, humaniste et diplomate français († 5 octobre 1571).
  - Gabriel Dupréau, théologien et philologue français († 1588).
  - Juan López de Hoyos, écrivain et humaniste espagnol († 1583).
  - André Provana de Leyni, homme d'État et chef militaire des États de Savoie († 29 mai 1592).
  - Diego de Losada, conquistador espagnol († 1569).
  - Juan Pizarro, conquistador espagnol († 1536).
  - Rythovius, premier évêque d'Ypres dans les Pays-Bas méridionaux († 1583).
  - Suzuki Shigeoki, chef important et réputé des Saika ikki dans les dernières années de l'époque Sengoku du Japon féodal († 1585).
  - Francisco de Villagra, conquistador espagnol († 22 juillet 1563).
  - Takayutpi, dernier souverain du royaume d'Hanthawaddy en Basse-Birmanie († 1539).
  - Takpo Tashi Namgyal, maître de l'école kagyüpa du bouddhisme tibétain († 1587).
  - Luis de Velasco, second vice-roi de Nouvelle-Espagne pendant la colonisation espagnole de l'Amérique († 31 juillet 1564).
  - Pierre Viret, réformateur vaudois († 4 mai 1571).

## Décès en 1511
- 9 janvier : Démétrius Chalcondyle, grammairien grec, auteur d’une grammaire grecque (Erotemata) et des premières éditions d’Homère (Florence 1488) et d’Isocrate (Milan, 1493) (° 1423).
- 8 février : Michel Bucy, fils illégitime du roi de France Louis XII et d'une inconnue (° 1489).
- 11 février : Charles II d'Amboise de Chaumont, militaire français (° 1473).
- 3 juin : Jacopo Caviceo, ecclésiastique et écrivain italien, de Parme (° 1er mai 1443).
- 6 septembre: Guillaume de Juliers-Berg, duc de Juliers et de Berg, comte de Ravensberg (° 9 janvier 1454 ou 1455)
- 18 octobre: Philippe de Commynes, diplomate et historien français, dont les Mémoires constituent un document essentiel sur les règnes de Louis XI et de Charles VIII (° 1447).
- 23 novembre : Mahmûd Shâh, sultan du Gujerat.
- Date précise inconnue :
  - Sebastian Virdung, ecclésiastique, musicien et théoricien de la musique allemand (° 1465).
  - Yoshida Kanetomo, restaurateur du shintoïsme[30] (° 1435).
- Vers 1511 :
- Domenico da Tolmezzo, peintre italien (° vers 1450).